# MAZ-105
MAZ-105 (in bielorusso: МАЗ 105065) è un modello di un autobus articolato o un autosnodato della capacità elevata per il trasporto pubblico realizzato in Bielorussia a partire dal 1997.

## Generalità
L'industria costruttrice è denominata Minskij Avtomobil'nyj Zavod (MAZ), ed opera a Minsk, capitale della Bielorussia.

## Caratteristiche
Il MAZ-105 è un autosnodato a tre assi con guida a sinistra, lungo circa diciotto metri e con 4 porte rototraslanti; ha un aspetto moderno sia per i grandi finestrini contigui e variamente sagomati lungo la fiancata, sia per il parabrezza rettangolare leggermente bombato e diviso in due parti, sormontato da un display indicante il numero di linea ed il percorso.
Il MAZ-105 è equipaggiato con il motore tedesco Mercedes-Benz OM906LA (Euro 3) di 6,37 litri e la potenza 279 cavalli.
L'autosnodato attualmente è attrezzato col cambio automatico dalla Voith Diwa D851.3E. La velocità massima che raggiunge il MAZ-105 è di 75 km/ora. Sulla richiesta può essere installata l'aria condizionata, il sistema della informazione elettronica, i finestrini scorrevoli. La capienza del modello è di 160-175 persone, il numero dei sedili varia da 30 a 36.

## Diffusione

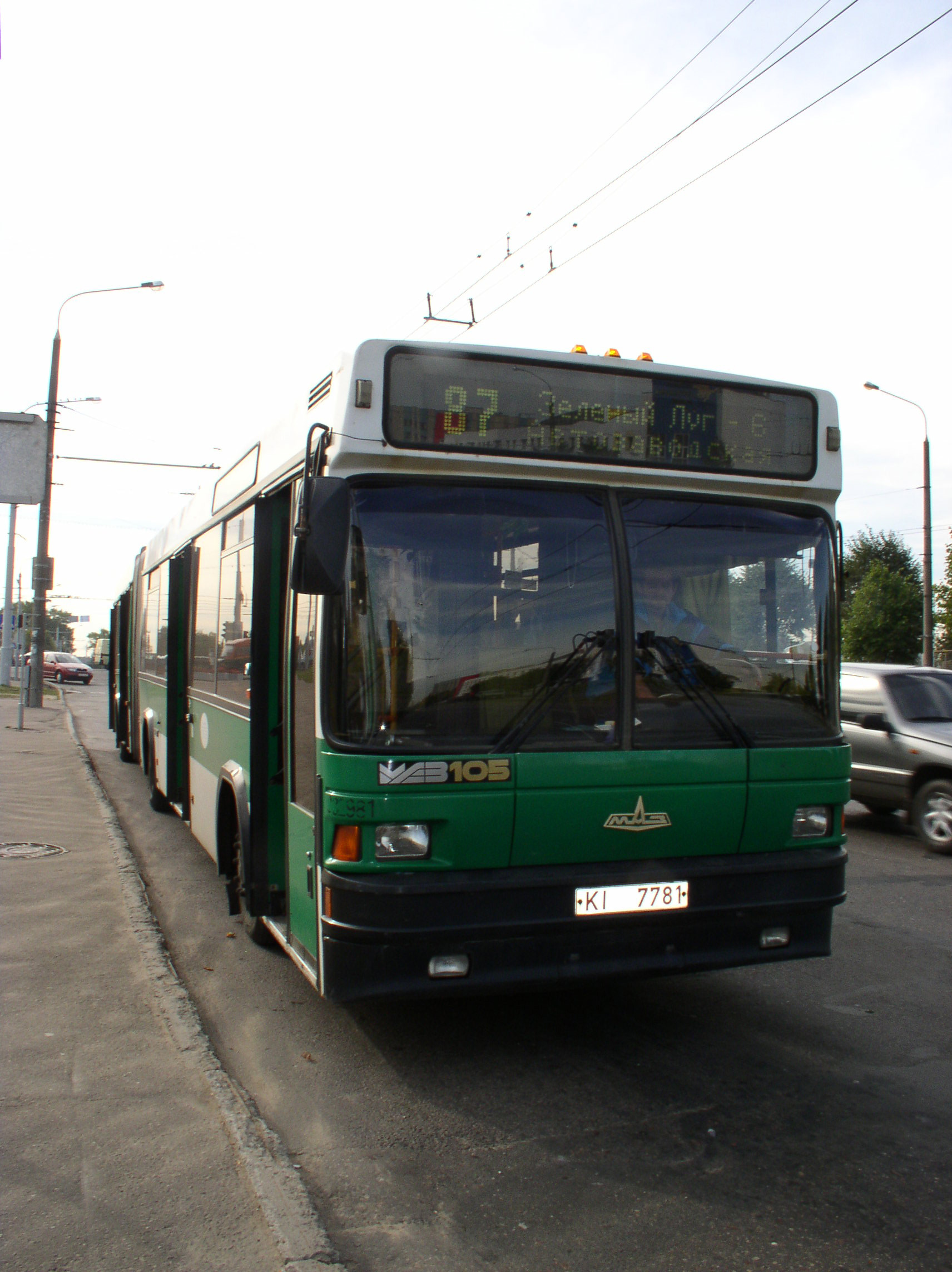
MAZ-105 sulla linea 87 della capitale bielorussa Minsk

Il modello è presente in alcune aziende di trasporto pubblico dell'Europa orientale come la Romania, Serbia, Bielorussia, Russia, Ucraina.